# 約瑟夫·迪特里希
约瑟夫·迪特里希（德語：Josef Dietrich，1892年5月28日—1966年4月22日）是纳粹德国武装亲卫队一位将军，绰号「赛普」（Sepp）（被旗下士兵暱稱「赛普老爹」），是阿道夫·希特勒最亲近的友人之一，曾获当时德军授予级別第二高的钻石橡叶佩宝剑骑士铁十字勋章。

## 生平

### 早期生活
约瑟夫·迪特里希在1892年5月28日出生於巴伐利亞王國哈萬根，他是克雷森蒂亞·迪特里希（Kreszentia Dietrich）的私生子，后来他的母亲嫁給了伯拉吉·米爾茲（Pelagius Milz）。在战争之前约瑟夫·迪特里希曾经当过餐馆服務人员，仆人及马车车伕。
在1911年時他自願加入巴伐利亚军队在奧格斯堡的巴伐利亞第4野战炮兵团（德語：4. Bayerische Feldartillerie-Regiment "König"）但不久后就因为健康因素离开。
在第一次世界大战時他在巴伐利亚野战炮兵军队中当马车驾驶员（Fahrer vom Bock)，他在1917年时被晋升为上等兵並獲得了二级铁十字勋章，之后在1918年再被晉升为士官并加入了德军最早成立的坦克部队之一重坦克分遣队第13（巴伐利亚）营，在巴伐利亚军队服役時所獲得的最後勋章為一级铁十字勋章及三级带剑巴伐利亚军功勋章。

### 战间期

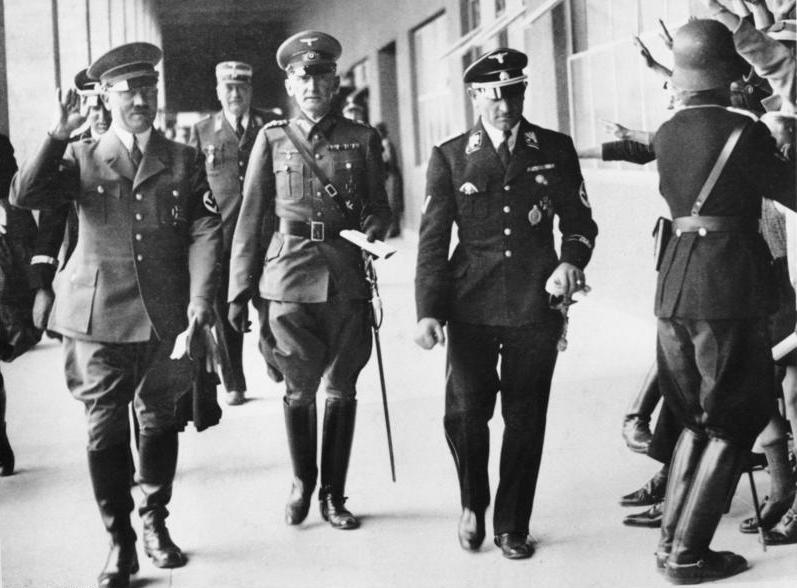
1936年奧運會期間的希特勒（左一）和迪特里希（右一）

德国战败以后，约瑟夫·迪特里希复员回家，从事过数份工作，包括警察和海关官员。迪特里希据称曾短暂地在巴伐利亚自由军团中服役且於1919年5月參加了對于巴伐利亚苏维埃共和国的战斗。之后他于1928年被他与慕尼黑所工作的加油站老板克里斯蒂安·韋伯（Christian Weber）推荐加入纳粹党，过了一段时间後加入了希特勒的党卫军。1931年時迪特里希的军衔为武装党卫军集团领袖（Gruppeführer），而当1933年纳粹党掌權时他被提升为亲卫队第1師的指挥官，他同时也是希特勒的好友，這关系使得他時常无视他上司海因里希·希姆萊的命令。
在1934年的夏季时迪特里希参与了长刀之夜行动，希特勒告诉他带着6人至司法部杀害数位冲锋队領袖，之后不久他被晋升为武装亲卫队最高集团领袖（Oberstgruppeführer）。
因战后迪特里希因在长刀之夜的所作所为，而被判处了19個月的刑責。

### 二戰時期

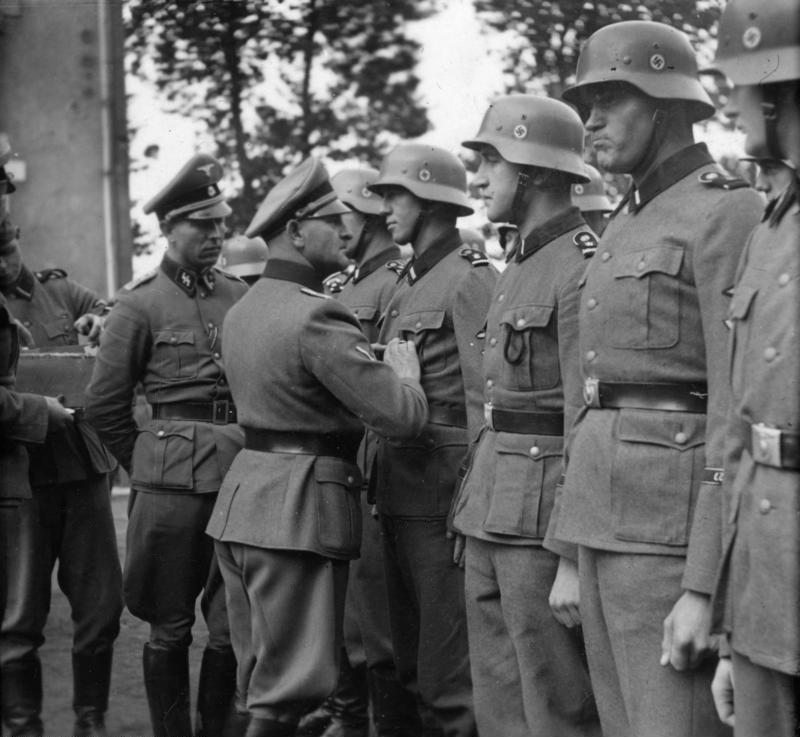
法國戰役後，迪特里希給所屬部隊官兵授勳

歐洲第二次世界大戰開始後，迪特里希在德國進軍波蘭和後來的荷蘭期間領導了警衛旗隊。荷蘭投降後，警衛旗隊於1940年5月24日南下前往法國。他們沿著阿亨運河線在敦刻爾克西南15英里處佔據陣地，面向瓦滕附近的盟軍防線。5月24日當晚，最高統帥部下令停止前進，英國遠征軍被困，警衛旗隊停了下來過夜。然而第二天，迪特里希不顧希特勒的命令，命令他的第三營越過運河，佔領遠處的高地，英國砲兵觀察員在那裡將該團置於危險之中。他們攻擊高地並趕走了觀察者。迪特里希並沒有因為他的不遵守命令而受到譴責，而是被授予騎士鐵十字勳章。在這次戰役中，迪特里希的第2營成員殺害了80名英國和法國戰俘，這就是後來著名的沃爾姆豪特大屠殺。

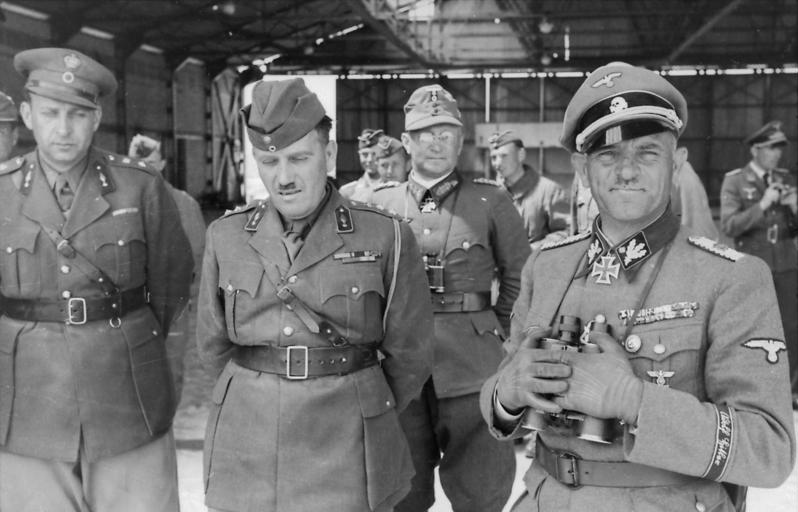
希臘戰役期間的迪特里希

在希臘和南斯拉夫的戰役中，迪特里希一直擔任警衛旗隊指揮，之後晉升為東線中央集團軍所屬的黨衛軍第1裝甲軍指揮。1943年，他被派往意大利追回貝尼托·墨索里尼的情婦克拉拉·佩塔奇。他獲得了許多德國軍事獎章。
迪特里希在諾曼底戰役中指揮黨衛軍第1裝甲軍。在這次戰役後期，他升任第5裝甲軍團司令。隨後希特勒任命他指揮新成立的第6裝甲軍團。迪特里希在突出部戰役（1944年12月至1945年1月）中領導了這支軍隊。他被指派執行這項任務是因為由於7月20日的陰謀，希特勒不再信任國防軍軍官。12月17日，迪特里希下屬的派佩爾戰鬥群（Kampfgruppe Peiper）在比利時馬爾梅迪附近殺害了84名美國戰俘，造成了著名的馬爾梅迪大屠殺。
1945年3月，迪特里希的第6裝甲軍團率先發起了“春季覺醒”行動，這是一場在匈牙利巴拉頓湖附近的攻勢，旨在確保德國僅剩的最後一點石油儲備。儘管取得了初步成果，但進攻範圍過於雄心勃勃，行動最終以失敗告終。在那次失敗之後，黨衛軍第6裝甲軍團撤退到維也納附近。作為失敗的恥辱的懲罰，希特勒命令參與這場戰鬥的武裝黨衛隊部隊摘掉帶有他名字的珍貴袖章。迪特里希沒有將命令傳達給他的部隊。此後不久，迪特里希的部隊被迫從蘇聯紅軍部隊撤出維也納。1945年5月9日，迪特里希在妻子的陪同下向位於奧地利的美國第36步兵師投降。

### 評價

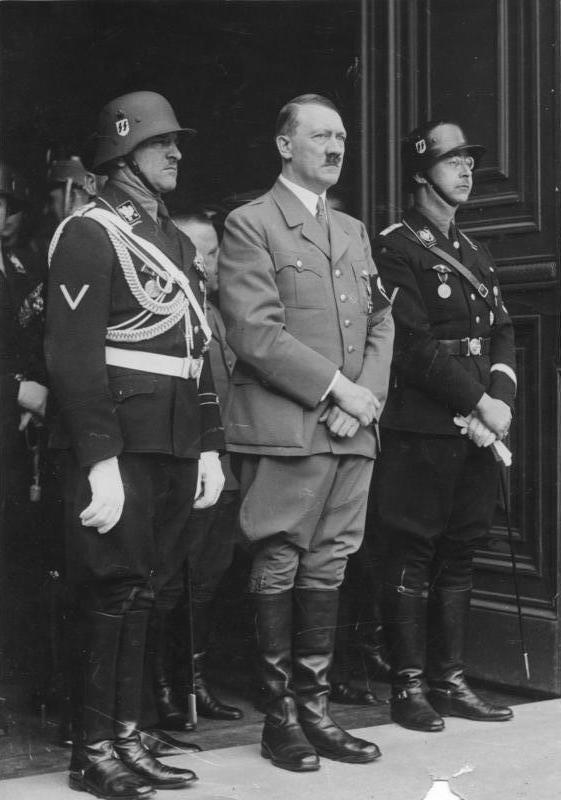
1937年生日時，阿道夫·希特勒在帝國總理府前。左：黨衛軍最高領袖塞普·迪特里希；右：黨衛軍全國領袖海因里希·希姆萊

由於迪特里希的忠誠，他得到了元首的完全信任。這位老政治鬥士是希特勒最喜歡的人之一。因此他享有大量的宣傳、無數的勳章和一系列迅速的晉升。迪特里希經常進行賭博，這讓最高統帥部非常不喜歡，例如他在沒有接到命令的情況下派出警衛旗隊師“衝進羅斯托夫”，“純粹是為了獲得聲望的勝利”。一旦迪特里希晉升為軍團指揮官，他至少得到了從軍隊調來的有能力的參謀人員的協助。儘管如此，陸軍指揮部仍不得不費盡心思讓他遵守紀律。
到1944年，有明顯跡象表明他已經超越了軍事能力。據報導，他從未被教過如何閱讀軍事地圖。陸軍元帥格爾德·馮·倫德施泰特認為他“正派但愚蠢”，並且特別批評迪特里希在阿登地區對第6裝甲軍團的處理。就連迪特里希的首席參謀長也承認他“不是戰略天才”。
迪特里希與希特勒長期的私交使他在與希特勒的交往中比其他高級軍官更加坦率。據一位將軍同事報導，他“辱罵元首及其隨從”，並承諾讓希特勒知道他正在“帶領我們所有人走向毀滅”。

### 審判與服刑

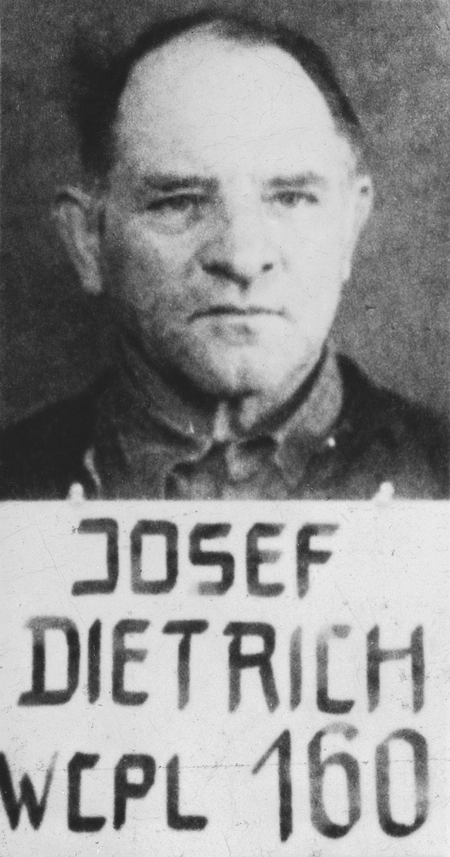
迪特里希受審照

1943年，迪特里希因其部下在哈爾科夫犯下的戰爭罪被蘇聯缺席判處死刑。然而戰後蘇聯並沒有推動引渡他。迪特里希於1946年5月16日至1946年7月16日期間作為第11號被告在達豪美國軍事法庭接受審判。因參與下令處決美國戰俘而在馬爾梅迪大屠殺審判中被判處無期徒刑。迪特里希被判有罪，他發布命令“在部隊面前要進行一波恐怖和驚嚇，不得表現出人道的抑制，一切抵抗都要用恐怖來瓦解”，戰俘要被槍殺，“如有必要，在非常引人注目的情況下。”
由於其他德國軍官為他辯護的證詞，他的刑期被縮短為25年。他被關押在巴伐利亞的蘭茨貝格監獄。迪特里希只服刑十年，並於1955年10月22日假釋。
1956年8月，他在路德維希堡再次被捕。他因參與1934年長刀之夜殺害衝鋒隊領導人而受到巴伐利亞慕尼黑第一地方法院的指控，並於1957年5月6日至14日受審。他因參與那次清洗而被判處18個月監禁，此前他因提供行刑隊處決6名衝鋒隊成員而被判過失殺人罪。上訴失敗後，迪特里希於1958年8月7日被送回蘭茨貝格監獄。1959年2月6日，他因心臟病和腿部循環問題而出院。

### 晚年
出獄後，他積極參與HIAG的活動，HIAG全稱前武裝親衛隊老兵互助會，是一個由前武裝黨衛隊成員組成的組織和遊說團體。它由前黨衛軍高級人員創立，致力於為黨衛隊進行法律、經濟和歷史服務。1966年，迪特里希因心臟病去世。六千人參加了他的葬禮，其中包括許多前黨衛軍成員。

## 資料來源
1. ↑  Messenger, Charles, Hitler's Gladiator: The Life and Wars of Panzer Army Commander Sepp Dietrich, Conway, 2005, p. 39
2. ↑  Klaus Cachay, Steffen Bahlke, Helmut Mehl: Echte Sportler – gute Soldaten. Die Sportsozialisation des Nationalsozialismus im Spiegel von Feldpostbriefen. Beltz Juventa, Weinheim, München, 2000, S. 350.

| 军职                               | 军职                                          | 军职                               |
| ---------------------------------- | --------------------------------------------- | ---------------------------------- |
| 前任： 無                          | 親衛隊第1師師長 1933年3月17日 – 1943年4月7日  | 繼任： 特奧多爾·威施親衛隊旅隊領袖 |
| 前任： 無                          | 親衛隊第1軍軍長 1943年7月4日 – 1944年8月9日   | 繼任： 弗里茨·克雷默親衛隊旅隊領袖 |
| 前任： 海因里希·埃伯巴赫裝甲兵上將 | 第5裝甲軍團司令 1944年8月9日 – 1944年9月9日   | 繼任： 哈索·馮·曼托菲爾裝甲兵上將  |
| 前任： 無                          | 第6裝甲軍團司令 1944年10月26日 – 1945年5月8日 | 繼任： 解散                        |